# Джак Шърмън
Джак Шърмън (на английски: Jack Sherman) е американски музикант от Лос Анджелис. Става известен с това, че за кратко заема мястото на Хилел Словак в рок групата Ред Хот Чили Пепърс, когато той я напуска за да се занимава по-сериозно с другата си група – What is this?.
Шърмън е работил и с известни музиканти като Бари Голдман, Боб Дилън, Джордж Клинтън, Джери Гофин и други.

## Дискография

### Ред Хот Чили Пепърс
- The Red Hot Chili Peppers (1984)

### Боб Дилън
- Knocked Out Loaded (1986)

### Джордж Клинтън
- R&B Skeletons In the Closet (1986)

### Tonio K
- Notes From The Lost Civilization (1988)
- Ole (1997)

### Питър Кейс
- Blue Guitar (1989)

### Гери Гофин
- Backroom Blood (1996)

### Джордж Роузблат
- Dangleberry Rd (1996)

### In From the Cold
- In From the Cold (2000)